# Apamea mongoliensis
Apamea mongoliensis är en fjärilsart som beskrevs av Zoltan Varga 1982. Apamea mongoliensis ingår i släktet Apamea och familjen nattflyn. Inga underarter finns listade i Catalogue of Life.